# Rudi Llata
Los Rudi Llata (Joselito, Nolo, Pepi y Leo) fueron unos payasos españoles. Este grupo, conformado por Joselito (José Llata Fernández, Santander, 8 de agosto de 1915 - 1994), Nolo (Manuel Ruiz Díaz. 1915-2002), Pepi (José Ruiz Díaz, 1917-1982) y el acordeonista Leo (Leonardo Fernández), triunfó dentro y fuera de España, fundamentalmente en Francia.

## Formación del grupo
Los Rudi Llata tuvieron un gran éxito, sobre todo por Europa, durante casi 40 años, entre 1930 y 1970. Se les considera entre los payasos más divertidos de su época y trabajaron más fuera de España que dentro, pues con su actuación y su música, sin necesidad de hablar, supieron adaptarse al público de diferentes culturas para las que actuaban.
Pepi y Nolo, eran hermanos y empezaron trabajando como acróbatas y equilibristas junto a su hermana María, con quien formaron el Trío Hermanos Díaz. Joselito comenzó en los años 30 como músico militar y, mientras estaba en el Regimiento de Infantería de Mahón, conoció al trío, a los que se unió, casándose con María. Su espectáculo se vio interrumpido con motivo de la guerra civil, hasta 1942, cuando volvieron a trabajar. Se unieron a ellos el acordeonista Leonardo Fernández y la bailarina clásica española Carmen Romero (“Harlema”), esposa de Nolo, formando “Los 6 Rudi-Llata”.
En algún momento llegaron a ser “Los 8 Rudi-Llata”, ya que hacia el final de la actuación tocaban un pasodoble, recorriendo la pista junto a sus respectivas esposas. Cuando Leo se retiró, fue sustituido por el hijo de Nolo y Carmen. Salomón Shang, polémico director de cine catalán y escritor, era nieto de los Rudi Llata con los que vivió parte de su infancia y juventud en el itinerante mundo del circo.
Su último espectáculo tuvo lugar en 1971, dentro de la XIV Gala de la Piste organizada en el Cirque d’Hiver de París, y actuaron por última el 12 de junio de 1973, en una gala celebrada en Montjuic (Barcelona).

## Espectáculos
Los Rudi Llata alcanzaron la fama por espectáculos cómicos como "El boxeo", "El restaurante automático" y "El clarinete", inspirados en Charles Chaplin, trabajos en los que combinaban su faceta de payasos con la de músicos, tocando múltiples instrumentos como el clarinete, la guitarra o el acordeón. Nolo asumía el rol del payaso carablanca, elegante y distinguido. Los payasos augustos eran Pepi y Joselito, maquillados y vestidos como si de dos gemelos se tratara. Leo aparecía sin maquillaje, mostrando que no es necesario el maquillaje para actuar en un espectáculo cómico.
Trabajaron en el Cirque d'Hiver de París, en el Circo Pinder y en el Radio Circus, así como en el circo estable parisino Medrano.
Aparecieron en la película de Kurt Hoffmann Feuerwerk (Sueños de circo) de 1954, protagonizada por Romy Schneider y Lilli Palmer.

## Premios y reconocimientos
Los Rudi Llata obtuvieron el trofeo Grock en Milán en 1969, y el Óscar del iV Festival Mundial del Circo organizado por el empresario Arturo Castilla y celebrado en el Palacio de los Deportes de Madrid en 1972,  por sus méritos artísticos bajo la decisión un jurado compuesto por directores de circo de diferentes países del mundo, el premio les fue entregado de manos de Sara Montiel.
En 2012, se inauguró en Matadero Madrid la exposición Historia del Circo Moderno. Conmemoración del 250 aniversario del circo moderno 1768-2018, en la que se mostró entre otros, la vida de los Rudi Llata en la sección: Payasos españoles del siglo XX.